# L'ape Maia - Il film
L'ape Maia - Il film (Maya the Bee) è un film d'animazione  del 2014 diretto da Alexs Stadermann.
Il film é l'adattamento cinematografico del romanzo di Waldemar Bonsels L'Ape Maia e le sue avventure, già trasporto in un anime e nella serie animata del 2012, prodotta dallo stesso studio del film.

## Trama
Per proteggere la Regina, l'Ape Maia e i suoi amici dovranno formare una vera e propria alleanza con i calabroni, le vespe e gli insetti dall'aria per sconfiggere Ronzelia e i suoi scagnozzi.

## Sequel
L'ape Maia - Le Olimpiadi di miele (2018).